# Sorites (protistas)
Sorites es un género de foraminífero bentónico de la subfamilia Soritinae, de la familia Soritidae, de la superfamilia Soritoidea, del suborden Miliolina y del orden Miliolida. Su especie tipo es Nautilus orbiculus. Su rango cronoestratigráfico abarca desde el Mioceno hasta la Actualidad.

## Clasificación
Sorites incluye a las siguientes especies:
- Sorites dominicensis
- Sorites duplex
- Sorites grecoensis
- Sorites hofkeri
- Sorites marginalis
- Sorites orbiculus
- Sorites pseudodiscoidea
- Sorites variabilis

Otras especies consideradas en Sorites son:
- Sorites discoideus, aceptado como Cycloputeolina discoidea
- Sorites orbitolitoides, aceptado como Parasorites orbitolitoides